# Meiacanthus smithi
Meiacanthus smithi es una especie de pez de la familia Blenniidae en el orden de los Perciformes.

## Morfología
• Los machos pueden llegar alcanzar los 8,5 cm de longitud total.
- Presenta dimorfismo sexual.[1][2]

## Reproducción
Es ovíparo.

## Hábitat
Es un pez de mar y de clima tropical y asociado a los  arrecifes de coral que vive hasta los 20 m de profundidad.

## Distribución geográfica
Se encuentra al sudeste de la India, el norte de Sri Lanka y al oeste del Mar de Java.